# Million Dead
Million Dead war eine englische Hardcore-Punk- und Post-Hardcore-Band aus London, die zwischen 2001 und 2005 aktiv war. Für Dezember 2025 kündigte die Band eine Reunion in Originalbesetzung an.

## Geschichte
Die Band wurde Mitte 2001 gegründet und bestand aus dem Gitarristen Cameron Dean und der Bassistin Julia Ruzicka, die beide aus Australien stammten und nach England gezogen waren, um eine Band zu gründen. Beide schrieben an den ersten Liedern, ehe der Schlagzeuger Ben Dawson zur Band kam. Dawson hatte zuvor in einem Plattenladen gearbeitet, in dem Dean sein Vorgesetzter gewesen war. Als Sänger kam ein Freund Dawsons, Frank Turner, zur Band. Beide waren seit dem elften Lebensjahr gemeinsam in verschiedenen Bands aktiv. Der Bandname bezieht sich auf das Lied The Apollo Programme Was a Hoax der schwedischen Band Refused. Im September des Jahres wurde ein erstes Demo aufgenommen, wonach Auftritte in Großbritannien folgten.
Im nächsten Jahr schlossen sich weitere Auftritte zusammen mit Cave In, The Eighties Matchbox B-Line Disaster, The Icarus Line und Alec Empire. Gegen Ende 2002 unterzeichnete die Gruppe einen Vertrag bei Integrity Records. Zusammen mit dem Label und Xtramile Recordings erschien im Februar 2003 die erste Single Smiling at Strangers on Trains. Diese wurde vor allem durch die Radiomoderatoren John Peel, Mike Davies, Mary Anne Hobbs und Steve Lamacq unterstützt. Es folgten Auftritte zusammen mit Pitchshifter auf dessen Abschiedstournee. Dabei trat die Band auch im Londoner Astoria auf.
Im April 2003 begab sich die Gruppe in die Mighty Atom Studios, um ihr Debütalbum A Song to Ruin aufzunehmen, das im September erschien. Der Veröffentlichung war die Single Breaking the Back vorausgegangen. Außerdem wurde die Gruppe bei den Kerrang! Awards als bester Newcomer nominiert. Der Veröffentlichung folgte eine Tour durch Großbritannien zusammen mit Jarcrew und Minus. Nach gemeinsamen Auftritten mit Funeral for a Friend erschien gegen Ende des Jahres die Single I Am the Party, die vor allem von MTV Two häufig gespielt wurde.
Im Jahr 2004 trat die Band in Austin, Texas, auf dem South by Southwest auf. Nachdem über Xtramile Recordings die Single I Gave My Eyes to Stevie Wonder erschienen war, schlossen sich Auftritte im April und Mai an. Im Juni verließ Cameron Dean die Band, um zu heiraten, und wurde durch den Gitarristen Tom Fowler ersetzt. Nach Auftritten im Sommer bei verschiedenen britischen Festivals und der Veröffentlichung von A Song to Ruin in Japan, Australien und Italien, begannen im Oktober die Arbeiten zum zweiten Album. Der Tonträger wurde im November und Dezember in den Battery Studios mit dem Produzenten Mark Williams aufgenommen. Die Veröffentlichung von Harmony No Harmony fand im Mai 2005 statt. Aus dem Album wurden insgesamt drei Singles ausgekoppelt. Der Veröffentlichung des Albums war im März das Erscheinen der Single Living the Dream sowie After the Rush Hour vorausgegangen. Das Schreiben und Aufnehmen des Albums hatte insgesamt rund acht Wochen gedauert. Nach einer Großbritannientournee zusammen mit Fighting with Wire, No Hope in New Jersey und The Sound Explosion, folgten im April und Mai Konzerte mit Days of Worth und Engerica um das Album zu bewerben. Im Juli schlossen sich weitere Auftritte zusammen mit Finch an. Nach Auftritten auf den Reading and Leeds Festivals im Sommer, löste sich die Band nach einer Abschiedstournee durch Großbritannien auf. Der letzte Auftritt fand am 23. September 2005 in Southampton statt. Die Auflösung der Band war zuvor am 11. September 2005 auf der offiziellen Website angekündigt worden. Die DVD, die im August 2005 in einem Blog auf der offiziellen Website angekündigt worden war, war somit nie erschienen. Als Grund für die Auflösung hatten die Mitglieder unüberbrückbare Differenzen angegeben. Nach der Auflösung widmeten sich die Mitglieder anderen Bandprojekten.
Im Oktober 2024 wurden eine Reunion und Konzerte für Dezember 2025 angekündigt.

## Stil
Laut Jon O’Brien von Allmusic ist die Band derselben Post-Hardcore-Szene entsprungen wie Funeral for a Friend und Hell Is for Heroes. Die Gruppe sei durch At the Drive-In beeinflusst worden. Lauri Wessel vom Ox-Fanzine schrieb im Interview mit Frank Turner, dass Million Dead hochpolitische Themen in den Liedern verarbeitet. Turner gab an, dass er mittlerweile nach der Bandauflösung nicht mehr komplett zu den Texten stehen kann. Er habe sich von einem anarchistischen zu einem pro-kapitalistischen Libertaristen entwickelt.
In seiner Rezension zu A Song to Ruin schrieb cedrics_mic von ultimate-guitar.com, dass die E-Gitarre einen „fuzzigen“ Klang habe und in den Liedern nicht nur Powerchords gespielt werden würden. Das letzte Lied hebe sich durch seine Länge von 15 Minuten von den anderen Liedern ab, die im Durchschnitt nur drei Minuten lang seien. Große Teile des Songs seien experimentell und improvisiert. Die Bass-Improvisation in Relentless erinnere an die Blues-Improvisation in Take The Veil von The Mars Volta. Nicht jedes Lied sei politisch, so handele MacGyver etwa vom Tod selbigen. Der Gesang variiere zwischen klarem und Screamo-Gesang.' AngryGoldfish, ebenfalls von ultimate-guitar.com, gab in seiner Rezension zu Harmony No Harmony an, dass es sich bei Million Dead um eine einzigartige Hardcore-Punk-Band handele. Das Album klinge technisch anspruchsvoller als sein Vorgänger. Die Texte seien poetisch und politisch. Die Lieder würden von Themen wie Walt Disney, Zeitung oder davon handeln, wie Turner die Lieder schreibt. Der Gesang sei zwar nicht der beste, passe jedoch ähnlich wie bei The Strokes zur Band. Die Musik sei energiereich, einzigartig und mit Biffy Clyro vergleichbar.

## Diskografie
Alben
- 2003: A Song to Ruin
- 2005: Harmony No Harmony

Singles
- 2003: Smiling at Strangers on Trains
- 2003: I Am the Party
- 2004: I Gave My Eyes to Stevie Wonder
- 2005: Living the Dream
- 2005: After the Rush Hour
- 2005: To Whom It May Concern

Demos
- 2001: First Demo
- 2002: Second Demo